# Tofieldia ×hybrida
Tofieldia ×hybrida là một loài thực vật có hoa lai ghép trong họ Tofieldiaceae. Loài này được A.Kern. ex Asch. & Graebn. miêu tả khoa học đầu tiên năm 1905.